# Kokudo Kōtsū Daigakkō

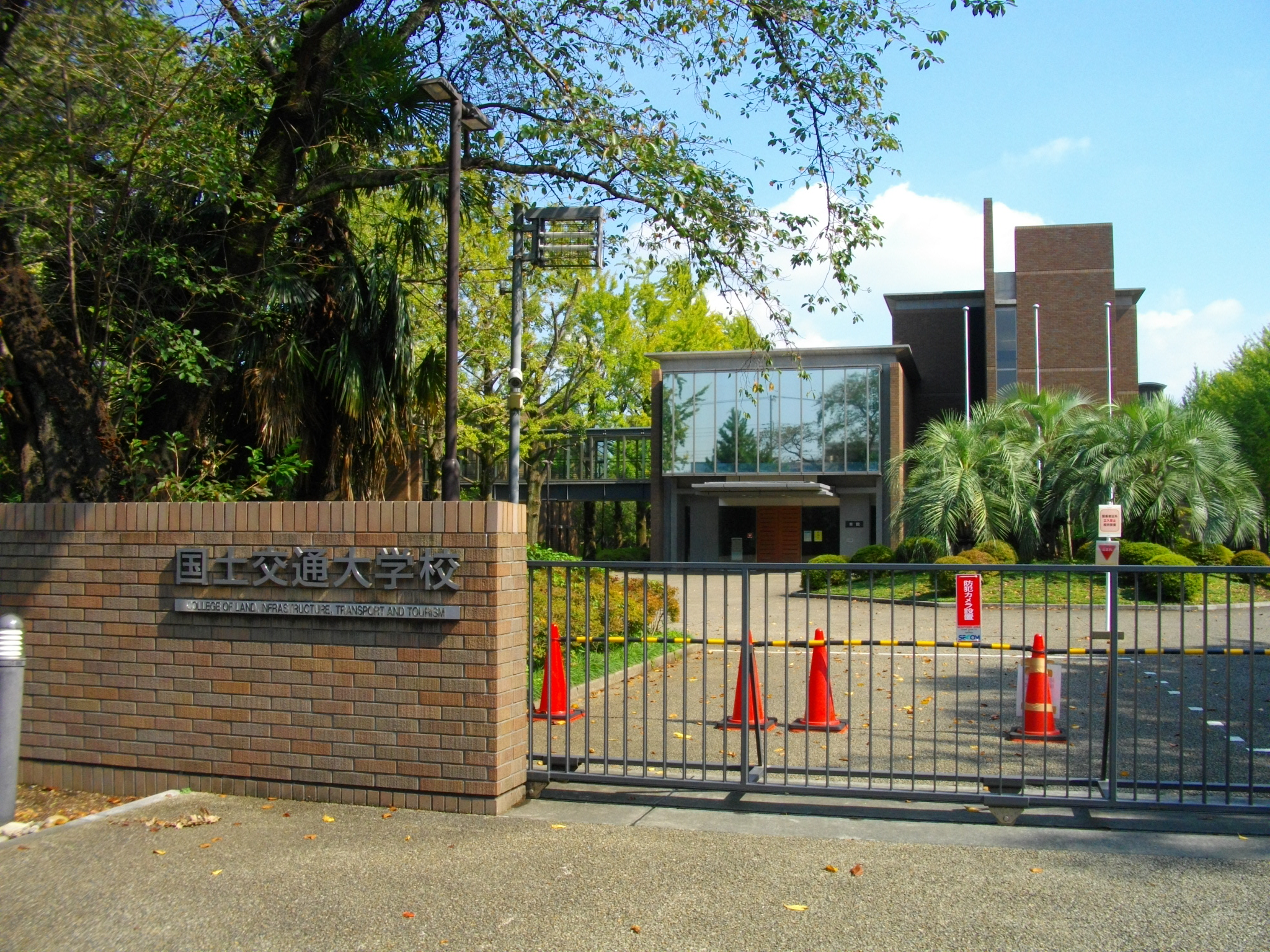
Kodaira-Hauptcampus (2011)

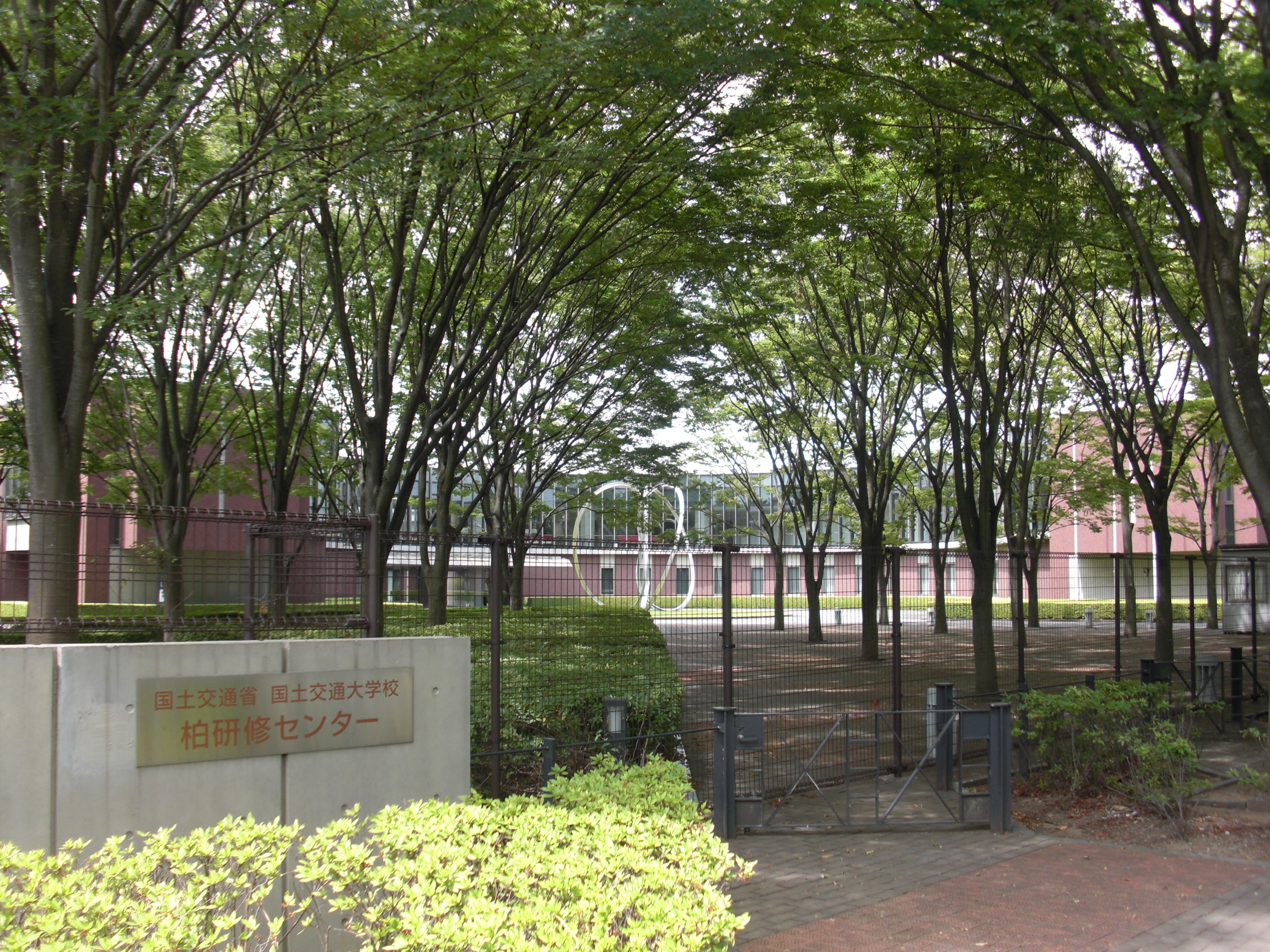
Kashiwa-Campus (2011)

Die Kokudo Kōtsū Daigakkō (jap. 国土交通大学校, dt. „Hochschule für (staatl.) Land und Verkehr“; engl. College of Land, Infrastructure, Transport and Tourism; dt. „Hochschule für Land, Infrastruktur, Verkehr und Tourismus“) ist eine staatliche Hochschule in Japan. Der Hauptcampus liegt in Kodaira in der Präfektur Tokio, und der Zweigcampus in Kashiwa in der Präfektur Chiba.
Die Hochschule ist eine Fortbildungsstätte für die bestehenden Beamten vom Ministerium für Land, Infrastruktur, Verkehr und Tourismus (MLIT; heutige englische Übersetzung des japanischen Kokudo-kōtsū-shō, „Ministerium für [staatl.] Land & Verkehr“), und sie ist nicht nach dem japanischen Schul- und Erziehungsgesetz (jap. 学校教育法 Gakkō kyōiku hō) eingerichtet (Also heißt sie nicht „Daigaku“, sondern „Daigakkō“). Sie bietet Bildungsdienste auch für Kommunalbeamten an.
Gegründet wurde die Hochschule 2001 durch den Zusammenschluss zweier staatlichen Hochschulen im Zuge der Zusammenlegung von Ministerien durch die Reform der Zentralregierung während des umgebildeten zweiten Kabinetts Mori:
- die Hochschule für Bauwesen (建設大学校 Kensetsu daigakkō, heute: Kodaira-Hauptcampus) vom ehemaligen Bauministerium (Kensetsu-shō), und
- die Fortbildungsstätte für Verkehr (運輸研修所 Un’yu kenshūjo, heute: Kashiwa-Zweigcampus) vom ehemaligen Verkehrsministerium (Un’yu-shō).

Der Ursprung der Hochschule für Bauwirtschaft liegt in der 1888 gegründeten Ausbildungsstätte an der Landesvermessungs-Abteilung vom Generalstab der Kaiserlich Japanischen Armee (参謀本部陸軍部測量局修技所).

## Campus
- Kodaira-Hauptcampus (in Kodaira, Präfektur Tokio. 35° 43′ 9,2″ N, 139° 28′ 53,6″ OKoordinaten: 35° 43′ 9,2″ N, 139° 28′ 53,6″ O)
– Fortbildungskurse für Land und Infrastruktur (Bauwesen)
- Kashiwa-Zweigcampus (in Kashiwa, Präfektur Chiba. 35° 53′ 33,3″ N, 139° 56′ 8,1″ O)
– Fortbildungskurse für Verkehr und Tourismus